# Fernando Álvarez de Toledo Alba
Fernando Álvarez de Toledo Alba (Piedrahita, (Kastilija), 29. listopada 1507. - Lisabon, 11. prosinca 1582.), španjolski vojskovođa 
Pod Karlom V. zapovijedao je 1546. godine carskom vojskom i pobijedio protestantske gradove južne Njemačke. Kao potkralj Italije vodi operacije protiv Francuske i pape. Tada izdaje na talijanskom jeziku jedno od prvih službenih uputa o dužnostima časnika. Isticao se svirepošću prema protivnicima katolicizma i španjolskog apsolutizma. Filip II. ga je 1567. godine poslao u Nizozemsku s osam tisuća pješaka i dvije tisuće konjanika da uguši ustanak, ali je njegov krvavi teror taj ustanak još više rasplamsao, pa je opozvan. Osvojio je Portugal gdje je također krivac za pokolje.